# Flor Velázquez
Flor Angela Velázquez Artahona (2 de mayo de 1984) es una deportista venezolana que compitió en judo. Ganó dos medallas en los Juegos Panamericanos en los años 2003 y 2007, y cuatro medallas en el Campeonato Panamericano de Judo entre los años 2003 y 2008.

## Palmarés internacional
| Juegos Panamericanos    | Juegos Panamericanos            | Juegos Panamericanos | Juegos Panamericanos |
| Año                     | Lugar                           | Medalla              | Categoría            |
| ----------------------- | ------------------------------- | -------------------- | -------------------- |
| 2003                    | Santo Domingo (Rep. Dominicana) | Medalla de bronce    | –52 kg               |
| 2007                    | Río de Janeiro (Brasil)         | Medalla de bronce    | –52 kg               |
| Campeonato Panamericano |                                 |                      |                      |
| Año                     | Lugar                           | Medalla              | Categoría            |
| 2003                    | Salvador (Brasil)               | Medalla de bronce    | –52 kg               |
| 2004                    | Isla de Margarita (Venezuela)   | Medalla de bronce    | –52 kg               |
| 2007                    | Montreal (Canadá)               | Medalla de bronce    | –52 kg               |
| 2008                    | Miami (Estados Unidos)          | Medalla de oro       | –52 kg               |